# Episinus yoshidai
Episinus yoshidai là một loài nhện trong họ Theridiidae.
Loài này thuộc chi Episinus. Episinus yoshidai được miêu tả năm 1994 bởi Okuma.